# Live in Cartoon Motion
Live in Cartoon Motion est le DVD du concert de la première tournée du chanteur Mika à l’ Olympia (Paris). Ce concert a eu lieu le 30 juin 2007.

## DVD
| Programme du concert            |
| ------------------------------- |
| Relax (Take It Easy)            |
| Big Girl (You are beautiful)    |
| My Interpretation               |
| Billy Brown                     |
| Any Other World                 |
| Stuck in The Middle             |
| Ring Ring                       |
| Sweet Dreams (Are made of This) |
| Holy Johnny                     |
| Happy Ending                    |
| I want You Back                 |
| Love Today                      |
| Grace Kelly                     |
| Lollipop                        |

## Bonus
A Long Way From Home (documentary)
Grace Kelly (video)
Big Girl (You Are Beautiful) (video)
Relax, Take It Easy (French version; video)
Happy Ending (video)
Grace Kelly (Live at Later… with Jools Holland, 17 November 2006)
Everybody’s Talkin’ (live)
Love Today (Live)